# グレアム・マクドナル
グレアム・マクドナル（Graham McDonnell、1927年5月31日 - 2022年3月30日）は、アメリカ合衆国出身のカトリック東京教区司祭。元メリノール宣教会会員。「心のともしび運動」創立者のジェームス・ハヤット神父死去後も、その遺志を引き継ぎマス・メディアによる宣教活動に携わる。

## 経歴
1927年5月31日、アメリカ・ミシガン州グランドラビッズで生まれる。幼いころにダミアン神父に深い感銘を受け、宣教師になりたいと思うようになる。1945年8月31日、18歳の時に徴兵され海軍に入隊する。チャプレンであるドナルド・ケリー神父との出会いを通じて、4年間の任期を終えた後にメリノール宣教会に入会する。1958年6月14日、司祭に叙階される。叙階後、コロンビア大学大学院のジャーナリズム学科に進学する。大学院終了後に「クリストファー」宣教活動に携わるようになる。　
1960年、宣教師として来日。横浜港に上陸した。来日後、東京都・六本木で日本語を2年間勉強する。1962年から、カトリック京都司教区のカトリック西陣聖ヨゼフ教会と衣笠教会にて司牧。1964年、「心のともしび運動」に携わるようになる。YBU英会話学校の責任者を30年間務め、レイミッショナリー(信徒宣教者)として参加する英会話の先生を募集するためにアメリカにも出向いた。機関紙｢心のともしび｣の編集、週末は全国の教会を巡って「心のともしび運動」への活動支援の協力を願った。1974年、「心のともしび運動」を継続させるためにハヤット神父とともにメリノール宣教会を退会し、東京教区の司祭となる。
2002年、マス・メディアによる宣教活動「心のともしび運動」が50周年、2012年には60周年を迎えた。ハヤット神父の死去(2009年)後は、その遺志をマクドナル神父が引き継いでいる。2017年には、ラジオ版「心のともしび」の放送開始60周年を迎えた。
2022年3月30日、心臓疾患により京都民医連中央病院にて帰天（死去）。享年94。同年4月2日、京都カテドラル河原町教会主聖堂にて葬儀ミサと告別式が執り行われた。